# Varjoon - suojaan

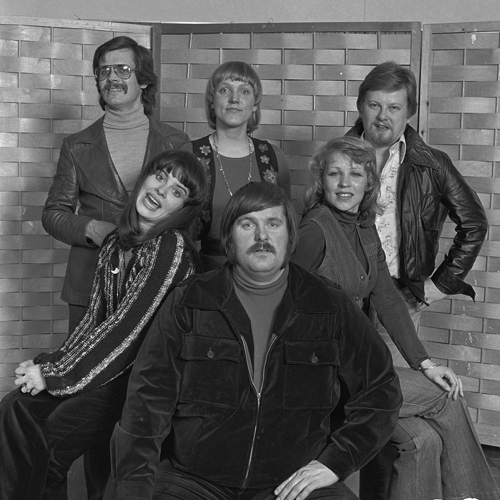
Eurovision Song Contest 1976

"Varjoon - suojaan" ("Para a sombra - para segurança") foi a canção que representou a Finlândia no Festival Eurovisão da Canção 1967 que teve lugar em Viena, na Áustria. 
Foi interpretada em finlandês por Fredi. Foi a oitava canção a ser interpretada na noite do festival, a seguir à canção sueca Som en dröm", interpretada por Östen Warnerbring e antes da canção alemã "Anouschka", cantada por Inge Brück. A canção finlandesa terminou em 12.º lugar (entre 17 participante), tendo recebido 3 pontos.  No ano seguinte, em Festival Eurovisão da Canção 1968, a Finlândia foi representada por Kristina Hautala que interpretou o tema "Kun kello käy". Fredi regressaria em 1976 com a canção "Pump-Pump".

## Autores
A canção "Varjoon - suojaan" tinha letra de Alvi Vuorinen, música de Lasse Mårtenson e foi orquestrada por Ossi Runne.

## Letra
A canção fala-nos do desejo de Fredi de escapar grande atividade/movimento da vida moderna, para a sombra do anonimato. Ele diz que sabe que estará sozinho lá, mas que por outro lado se sentirá mais feliz.